# 오타아라이촌
오타아라이촌(太田新井村)은 사이타마현 미나미사이타마군에 설치되었던 촌이다. 현재의 시라오카시 남동부에 해당한다.